# Carlos Checa (director d'orquestra)
Carlos Checa (Barcelona, 30 de desembre de 1976) és un músic i director d'orquestra català. Director titular i artístic de la Jove Orquestra Simfònica de Barcelona i del Festival Internacional de Música Serranía de Cuenca (FIMUC).
Carlos Checa aconsegueix el títol superior en direcció d'orquestra en 2001 al Conservatori Superior de Música de Barcelona, sota el guiatge del mestre Albert Argudo i Lloret. I amplia la seva formació amb Antoni Ros Marbà, Kurt Masur, Francesc Llongueres i George Pehlivanian. En 2005 va fundar el Festival Internacional de Música Serranía de Cuenca -FIMUC-, i aquest mateix any va saltar a l'escena internacional a la Xina, dirigint la 'City Chamber Orchestra of Hong Kong'. en 2009 va debutar al capdavant de la Royal Philarmonic Orchestra en el Cadogan Hall de Londres i en 2014, per invitació personal del mestre Gustavo Dudamel, va debutar a Veneçuela, a El Sistema,dirigirint en el Festival Internacional de Joves Europeus l'Orquestra Simfònica Francisco de Miranda.
Carlos Checa funda el 2015 la Jove Orquestra Simfònica de Barcelona (JOSB). i des de novembre de 2016 és també el director musical de l'Orquestra Simfònica de la discogràfica Universal Music,Orquestra amb la qual ha dirigit en els darrers anys gires simfòniques nacionals i internacionals d'artistes com Isabel Pantoja o Miguel Ríos.
Checa ha dirigit la Wroclaw Phliharmonic, Pomeranian Philharmonic de Bydgoszcz (Polònia), Orquestra Nacional de Costa Rica, Perú, Xile, Hondures, Simfònica de Xalapa (Méxic), Orquestra Simfònica de Mendoza (Argentina) i moltes de les orquestres simfòniques espanyoles com l'Orquestra Simfònica de RTVE, la Reial Filharmonia de Galícia, les simfòniques de Tenerife, Extremadura, Còrdova, Múrcia o l'Orquestra Simfònica de Balears Ciutat de Palma, Checa ha dirigit també estrenes simfòniques de compositors espanyols com Paco Toledo, Andrés Valero o Albert Carbonell i en el terreny de l'òpera ha collit èxits amb La flauta màgica de Mozart i el Petit escura-xemeneies de Britten.